# Khaled Bouzid
Khaled Bouzid est un acteur tunisien, connu pour son rôle d'El Fahem dans la série télévisée Nsibti Laaziza.

## Biographie
C'est en voulant faire de la musique que Khaled Bouzid fait son entrée dans le monde du théâtre en tant que comédien amateur avant de suivre des études d'art dramatique.
En 2011, 2013 et 2014, il reçoit le prix du meilleur comédien pour son rôle dans Nsibti Laaziza aux Romdhane Awards, attribués par Mosaïque FM.

## Filmographie

### Télévision
- 2004 : Loutil de Slaheddine Essid : client de l'hôtel
- 2005 : Choufli Hal de Slaheddine Essid et Abdelkader Jerbi : Allala (patient de Slimane)
- 2010-2018 : Nsibti Laaziza de Slaheddine Essid : El Fahem Belaïd
- 2012 : Dar Louzir de Slaheddine Essid : Ibsi
- 2013 : Zawja El Khamsa de Habib Mselmani et Jamel Eddine Khelif (invité d'honneur des épisodes 1, 2 et 14) : Fadhel
- 2014 : L'anglizi (épisode 17) sur Tunisna TV
- 2015 :
  - School (saison 2) de Rania Gabsi et Sofien Letaiem : Ferid
  - Dar Elozzab de Lassaad Oueslati et Fethi Bousshila
  - Sultan Achour 10 : Saïd La Vérité
- 2018 : El Firma
- 2019 : Imarat Al Hadj Lakhdar : Mouncef
- 2021 :
  - Incha'Allah Mabrouk de Bassem Hamraoui : Farid
  - Aicha Foul d'Abdelaziz Hafdhaoui : Mountassir

### Cinéma
- 2005 : Junun, long métrage de Jalila Baccar et Fadhel Jaïbi
- 2006 : Ellombara, long métrage d'Ali Abidi[5]
- 2007 : Le Sacre de l'homme, documentaire de Jacques Malaterre[6]
- 2008 : SOS Muezzin, court métrage de Mamdouh Ben Abdelghaffar
- 2010 : Condamnations, court métrage de Walid Mattar
- 2014 : Tafkik (Dé-construction), long métrage de Ridha Tlili[7]

### Théâtre
- 2005 : Corps otages, texte de Jalila Baccar et mise en scène de Fadhel Jaïbi[8]
- 2006 : Ahl Al Hawa, mise en scène d'Abdelwahab Jemli[9]
- 2009 : Yahia Yaïch, mise en scène de Fadhel Jaïbi[8]
- 2013 : Pas un mot de Naoufel Azara et Khaled Bouzid[10]